# Tatiana: el patio de mi casa
Tatiana: El patio de mi casa fue el primer largometraje musical infantil en concierto de la actriz y cantante mexicana Tatiana, donde se incluyen las canciones de su primer CD infantil, ¡Brinca!.
Éste VHS fue lanzado en 1996 y tuvo gran éxito y aceptación por parte del público, razón por la cual Tatiana recibió un reconocimiento por las altas ventas.
Recientemente fue relanzado en DVD con el título de "Los mejores videoclips" con juegos interactivos y 2 videoclips que no habían sido incluidos en el VHS.

## Lista de videos
| #   | Título                                                        | Duración |
| --- | ------------------------------------------------------------- | -------- |
| 1.  | “El patio de mi casa ” Escritor (es): Public Domain           | 3:26     |
| 2.  | “El calentamiento” Escritor (es):Public Domain                | 3:56     |
| 3.  | “Lindo pescadito” Escritor (es):Public Domain                 | 3:00     |
| 4.  | “¡Brinca la tablita!” Escritor (es):Public Domain             | 5:18     |
| 5.  | “Pim-Pon” Escritor (es):Public Domain                         | 3:14     |
| 6.  | “El conejo” Escritor (es):Public Domain                       | 3:26     |
| 7.  | “Los diez perritos” Escritor (es): Public Domain              | 3:34     |
| 8.  | “Las mañanitas” Escritor (es):Public Domain                   | 3:16     |
| 9.  | “A la víbora de la mar” Escritor (es):Public Domain           | 3:42     |
| 10. | “El patio de mi casa (World-Mix)” Escritor (es):Public Domain | 3:12     |
| 11. | “El patio de mi casa (Videoclip)” Escritor (es):Public Domain | 5:19     |